# 克普鄉

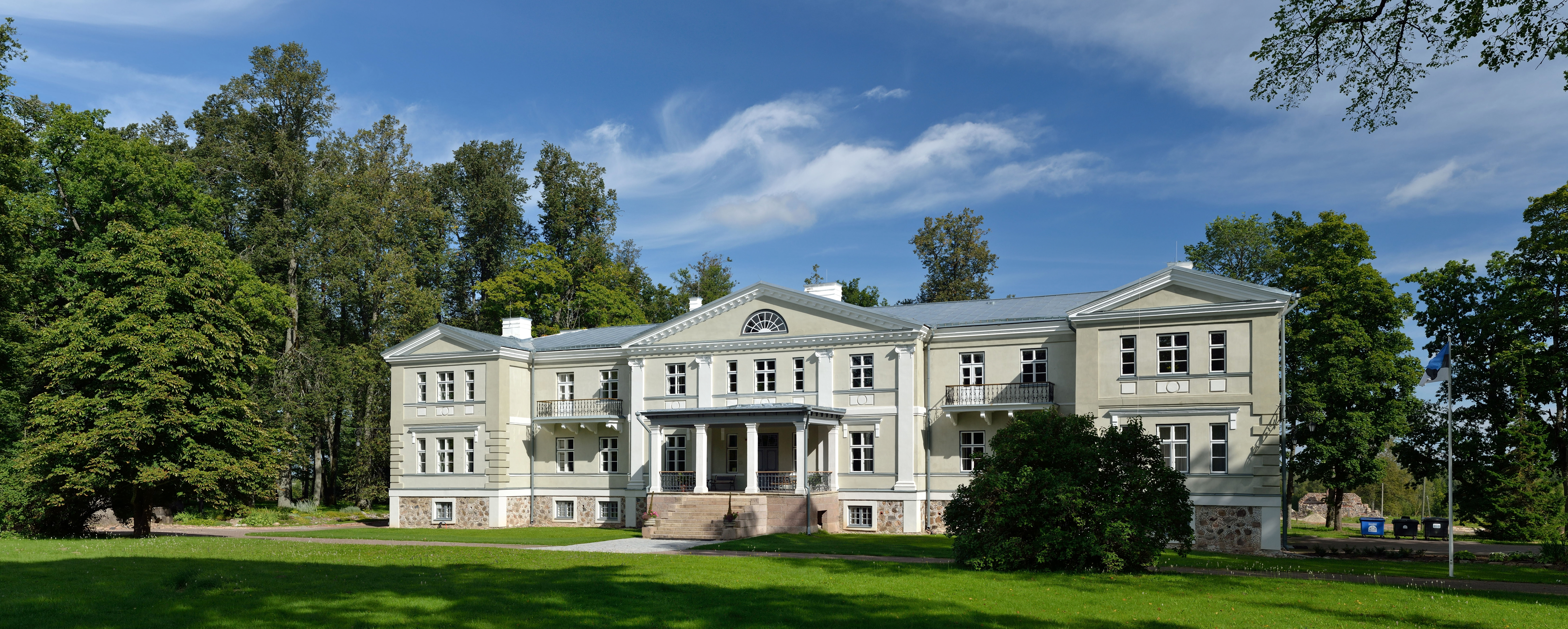
苏雷克普庄园

克普鄉，曾是愛沙尼亞維爾揚迪縣的一個鄉村型市镇，位於該國南部，行政中心設於克普，面積259平方公里，2009年人口802，人口密度每平方公里3人。
2017年爱沙尼亚行政改革后，克普市镇与其他市镇一起合并为新的北萨卡拉市镇。
58°19′35″N 25°18′23″E / 58.32639°N 25.30639°E